# 木村一基
木村 一基（きむら かずき、1973年6月23日 - ）は、将棋棋士。佐瀬勇次名誉九段門下。棋士番号は222。千葉県四街道市出身。亜細亜大学経営学部卒業。

## 棋歴

### プロ入り前
幼稚園のころ、近所に住む友人から将棋の駒の動かし方を教わる。両親も将棋のルールは知っているが、父は多忙で指した記憶がなく、最初は母が事典でルールを覚えて指してくれていたという。
小学校のころ、将棋教室の席主に佐瀬勇次八段（当時）を紹介され、そのまま入門した。佐瀬の最後の弟子である。
小学6年の1985年の春、第10回小学生将棋名人戦でベスト8。この大会では野月浩貴が優勝、行方尚史が3位であった。
同年12月、6級で奨励会に入会。二段（1988年10月）までは順調に昇級・昇段する。しかし、そこから三段昇段までに約2年、さらには三段リーグを抜けるのに6年半がかかり、プロ入り（四段昇段）したのは1997年4月1日、当時23歳9か月という遅咲きであった。
1994年、高校生の頃に師匠の佐瀬勇次名誉九段が亡くなり、奨励会員の間は、兄弟子であった沼春雄五段（当時）の預かり弟子となった。

### プロ入り後
プロになってからの勝率は非常に高く、棋士仲間の間で「勝率君（しょうりつくん）」と呼ばれていたことがある。プロ入り後の勝率が高いのは、持ち時間の違い（奨励会の対局は有段者の場合、1時間半）も一因ではないかと本人は語っている。通算500局以上対局している棋士の中で通算勝率が7割を超えているのが羽生善治と木村の2名だけという状態が長く続いた。
1998年度、初参加の竜王ランキング戦で初戦を落とすものの、昇級者決定戦（敗者復活）で6連勝して5組へ昇級。さらには、2期目の参加となる第57期C級2組順位戦でも最終局を残しての9連勝のち1敗でC級1組への昇級を決め、この年度の将棋大賞の新人賞を受賞。
1999年度は、将棋大賞の勝率1位賞を受賞（0.797）。
2001年度、第14期竜王戦挑戦者決定三番勝負で羽生と対戦。第1局での羽生の大落手もあって土俵際まで追い詰めたものの、逆転で敗退。このとき、兄弟子の米長邦雄は、自身のネット掲示板で実況中継を行っていたが、局後、「この将棋は木村君の会心譜となるはずでした。」とコメントしている。同年度は、将棋大賞の勝率1位賞（0.8356 = 当時歴代3位）、最多勝利賞（61勝 = 歴代4位タイ）、最多対局賞を受賞。年度60勝を達成した棋士は、木村、羽生善治、森内俊之、藤井聡太の4名のみ。
2002年度、新人王戦において、決勝三番勝負で鈴木大介を破って優勝。
2003年4月1日、竜王戦の昇段規定により七段昇段。これは、竜王戦の規定による昇段の条件（の一つ）が「竜王ランキング戦2回連続優勝」から「竜王ランキング戦2回連続昇級」へ緩和される前に達成された、難易度の高い昇段であった（同じ条件で昇段したのは、行方尚史のみ）。なお、昇級を決めた2002年秋に昇段しなかったのは、これも、昇段規定が旧規定であったためである（2001年12月27日に六段昇段してから1年以上経った年度始めに昇段）。さらには第16期（2003年度）竜王ランキング戦2組でも優勝。3年連続優勝・昇級で一気に1組入りをする。

### タイトルの大きな壁
2005年、竜王戦の挑戦者決定三番勝負において2-0で三浦弘行を破り、ついにタイトル初挑戦。挑戦を決めた対局の後、盤の前に一人残り、涙を流した。しかし、七番勝負は渡辺明竜王に0-4で敗れる。
2006年度、第65期順位戦B級1組において1位（9勝3敗）の成績を挙げ、2007年4月、A級八段となる。
同じく2007年、竜王ランキング戦1組で優勝。さらに挑戦者決定三番勝負に進出するも、佐藤康光に1-2で敗れる。
2008年、自身4度目の竜王挑戦者決定三番勝負で、7年ぶりに羽生と挑戦権を争う。さらに王座戦でも王座16連覇中の羽生への挑戦権を得て五番勝負を戦う（自身2度目のタイトル戦登場）。この2つの番勝負は日程が並行していたため、羽生との「八番勝負」のようになったが、いずれも敗退した（竜王挑決1-2、王座戦0-3）。
2009年度、第79期棋聖戦挑戦者決定戦（2009年5月7日）で、同棋戦初参加の稲葉陽を破り羽生棋聖への挑戦権を得る。さらに、第50期王位戦でも、羽生、渡辺らを破って深浦康市王位への挑戦権を得、タイトル2連続挑戦。羽生との棋聖戦五番勝負は第3局まで2勝1敗でリードして、奪取にあと1勝としたが、第4局で敗れてフルセットの戦いとなる（第4局のネット中継では、最終盤に羽生の手が激しく震えたことが紹介された）。そして、第5局（2009年7月17日）は王位戦第1局（2009年7月13日 - 14日、木村の勝ち）より後に行なわれたが、羽生に敗れ、棋聖奪取を逃す。また、王位戦七番勝負でも第3局まで3連勝したものの、第4局から4連敗を喫し、またしても初タイトル獲得に失敗している。七番勝負での3連勝4連敗は、将棋界では2例目である。これで将棋大賞の敢闘賞を受賞した。
デビュー以来第68期（2009年度）まで順位戦で13期連続負け越しなしを記録（勝ち越し12、指し分け1。A級では3期連続で5勝4敗）。その時点までA級経験者で順位戦の負け越しが一度もないのは、木村一基、木村義雄十四世名人（名人8期・A級2期で引退）、森内俊之（名人5期・A級17期）の3名だけであった。しかし、第69期（2010年度）A級順位戦で初の負け越しを喫した。
第4回（2010年度）朝日杯将棋オープン戦において、2011年2月12日に行われた準決勝（対渡辺明）・決勝（対羽生善治）の2局で連勝し、全棋士参加棋戦での初優勝を果たす。しかし、3月2日に行われたA級順位戦最終戦で、残留争いの渦中にいた三浦に負け、B級1組への降級が確定。
2014年、第55期王位戦挑戦者決定戦（2014年5月26日）で千日手指し直しの末、千田翔太に勝利し、羽生王位への挑戦権を獲得するも、2勝4敗1持将棋で、タイトル獲得ならず。
2016年、第57期王位戦挑戦者決定戦（2016年6月1日）でも豊島将之に勝ち、2年ぶりに羽生王位への挑戦権を獲得。七番勝負は第5局の時点で木村が3勝2敗と先行、初タイトルまであと1勝と迫ったが、第6局と第7局で連敗。3勝4敗で木村のタイトル獲得は成らなかった。これで勝てば初タイトルとなる対局で8局連続敗北したことになる。またタイトル獲得無しの挑戦6回は森下卓と並んで最多記録となった。

### 九段昇段
2017年、6月26日収録（放送日は7月30日）の第67回NHK杯戦1回戦で川上猛に勝ち、勝数規定によって九段に昇段した。またこの年は第76期順位戦B級1組で山崎隆之に勝ち、600勝を達成した。
2018年度、第77期順位戦B級1組にてA級昇格のかかった最終戦で、同じくA級昇級のかかった行方尚史に勝利した。7勝4敗の成績で並んでいた斎藤慎太郎が渡辺明に敗れたことにより、8勝4敗の成績でB級1組2位となり、第69期順位戦以来9期ぶりにA級への復帰を決めた。

### 悲願のタイトル獲得
2019年、第60期王位戦挑戦者決定戦（6月6日）で羽生善治に勝利し、豊島将之王位への挑戦権を獲得した。これでタイトル獲得経験の無いまま7回目のタイトル挑戦が決まり森下卓の最多記録を更新。また、第32期竜王戦では1組3位で本戦に出場し、本戦トーナメントを勝ち抜いた結果、挑戦者決定三番勝負は1組4位で本戦に出場した豊島との顔合わせとなり、同時期に行われる王位戦七番勝負と合わせて「十番勝負」の様相を呈することとなった。
豊島との竜王戦挑戦者決定三番勝負は1勝2敗に終わり、挑戦権獲得はならなかったが、王位戦七番勝負は4勝3敗で豊島からタイトルを奪取。46歳3か月での初タイトル獲得は、有吉道夫が持っていた記録（37歳6か月、1973年の第21期棋聖戦にて）を8歳以上更新する初タイトル獲得の最年長記録となった。同時に、プロ入りが最も遅い（23歳9か月）タイトル獲得経験者となった。終局後のインタビューで支えてくれた家族への思いを問われ、込み上げるものを抑えきれず手拭いで涙を拭い、
「（家族への思いは）家に帰ってから言います」と答えた。
第78期順位戦A級では9戦全勝となった渡辺明の他は5勝4敗が2人、4勝5敗が木村を含む6人の大混戦となり、木村は順位差のクラス9位によりB級1組へ降級する結果に終わった。第47回将棋大賞では、特別賞および名局賞（第60期王位戦七番勝負第7局・対豊島将之王位）を受賞した。
2019年11月、日本将棋連盟が木村の王位就位を記念して、「木村一基王位追加署名免状」を2019年11月11日～2020年5月10日まで発行した。

### 失冠
2020年8月、第61期王位戦七番勝負で藤井聡太に敗北（0勝4敗）し失冠した。

### 失冠後
王位を失冠した2020年度は、第70期王将戦で王将リーグに初参加するも陥落（0勝6敗）した。
一方で、第33期竜王戦では決勝Tに進出（1組5位。決勝Tでは梶浦宏孝に敗北）。B級1組順位戦では惜しくもA級への昇級を逃したが（8勝4敗で3番手）、第46期棋王戦挑決Tベスト8、第28期銀河戦決勝Tベスト4入り。第70回NHK杯では藤井聡太、永瀬拓矢を破って自身初となるベスト8入りを果たし、地力の強さを示した。
翌2021年度は、第62期王位戦王位リーグを陥落（紅組3勝2敗）し、藤井王位へのリベンジマッチには至らず。
しかしながら、第6期叡王戦では本戦初ベスト8入りを果たした。また、これまで8回参加し未勝利（8敗）だった将棋日本シリーズJTプロ公式戦では、初戦で久保利明を破り、9回目の参加で本棋戦初勝利を飾った。
第69期王座戦では挑戦者決定Tの準決勝で石井健太郎を破り、自身が挑戦者となった2008年以来13年振りとなる挑戦者決定戦への進出を決めた。挑戦者決定戦では佐藤康光を破り、永瀬拓矢王座へ挑戦を決めた。五番勝負は1勝3敗で敗退。
また、同年度の第80期順位戦B級1組では3勝9敗と苦戦し、B級2組へ降級となった。翌2022年度の第81期順位戦B級2組では8勝2敗と復調し、1期でB級1組への復帰を決めたが、2023年度の第82期順位戦B級1組では初戦から８連敗と苦戦し、3勝9敗で再びB級2組へ降級となった。

## 棋風
居飛車党である。横歩取り8五飛戦法などの激しい将棋を指しこなすが、受けが得意であり、守りと粘りの棋風である。相手の攻め駒を逆に攻めて攻撃を跳ね返す、強靱な受け潰しを見せる。守備駒として強力な竜馬を自陣に引き付けることも好む。相手の攻め手を完全に奪った後はフルボッコにすることや、時に、玉を守りに参加させる「顔面受け」を見せるなど、他のプロ棋士を驚かせることがある。
なお、柴田ヨクサル作の漫画「ハチワンダイバー」の登場人物である中静そよの異名「アキバの受け師」をもじって、「千駄ヶ谷の受け師」と呼ばれることがある。
また、勝負をあきらめないという特徴があり、人によっては不利を認めて投了してしまうところ、木村の場合ははっきりするまで指し続ける場合が多い。木村曰く「相手が誰であっても信用しない」とのことである。実際、羽生善治は木村から1手詰みの頓死を食らったことがある（2001年竜王戦挑戦者決定三番勝負第1局）。その非常に粘っこい棋風を、先崎学は「『木村の玉を詰ますのは疲れる』ということばが業界にはあるくらい」「血液の中にナットウキナーゼが入っているんじゃないかという疑惑がある木村君」と表現している（ただ実際には納豆は苦手だという）。
粘り強さの裏付けの一つに体力があり、同い年の行方尚史は木村について「彼は順位戦の後でも『欲しくなる』タフな男」と語っている。

## 人物
「一基」という名前の由来について、「親が「一」がつく名前が良かったみたいで、「かずき」と「いっぺい」が候補だったとか。横の線が多くて書きやすいです。」と語っている。
両親は札幌市出身。そのため、帰省の際に出た大会（さっぽろ東急将棋まつり）で屋敷伸之や野月浩貴、金沢孝史とは小学生時代からの顔なじみで奨励会同期でもある。（屋敷だけ2学年上）
昭和学院秀英高等学校（千葉市美浜区）卒。一芸入試枠で入学した亜細亜大学経営学部を1997年3月に5年かけて卒業し、同時にプロとなった。在学中は映画研究会に所属。棋界内の大学の後輩に伊藤真吾、女流棋士の伊藤沙恵がいる。
座右の銘は何度失敗してもくじけないことを意味する「百折不撓」で、奨励会時代に参加したマラソン大会の景品の四字熟語辞典から選んだという。
2001年11月に当時日本将棋連盟の職員だった女性と結婚。娘が2人おり、2013年の第71期名人戦前夜祭では娘2人が森内俊之と羽生善治の両対局者に花束を贈呈している。初タイトル獲得時には家族のことを聞かれ涙を見せたが、のちに「そのとき妻や娘たちは私を置いてトルコ旅行に行っていた。王位挑戦を想定していないから重なっちゃって、『やめるともったいないから行ってくれば？』って言ったら、本当に行っちゃった」と明かしている。娘にも将棋を教えたが、「上の子はつい厳しくやりすぎて、指したがらなくなった」という。
盤外の朗らかな人柄と解説の名調子ぶりは棋界髓一で、解説者としても、丁寧でわかりやすいほか、時にとぼけたり、毒舌を交えたりするという、軽妙でサービス精神旺盛なトークをする。そのため、ニコニコ生放送等で解説を務めた時は度々「解説名人」と呼ばれる。将棋ファンからのあだ名は「かじゅき（又はかじゅっきー）」、「将棋の強いおじさん（又は単におじさん）」。安食総子の「あじあじ」をもじって「おじおじ」とも呼ばれている。（なお、「おじさんは自分で言っちゃいましたからね。おじおじはあんまり……ちょっとなという気もします。まあ言われてしまったものは仕方ないですし、悪い意味でつけてるとも思えませんのでね。」とインタビューで答えている。）
対局中の食事は、バナナ・ヨーグルト・チョコレート・コーラといったもので済ますことが多い。これは本人曰く、普通の食事では満腹感から集中力が低下するためである。また、対局中によく梅のど飴やレモン飴を口に含む。昼食には弁当を持参することが多い。このことについて2019年のインタビューで「娘が中学生になり弁当になった。それで自分もここ2年ばかりは妻の作った弁当を持たされるようになりました。」と語っている。好きなおかずは唐揚げとトンカツで、「負けた時と同じおかずが続かないようにしてくれているみたいです。それ以外ではあまりゲン担ぎはしません。」と語っている。
好きな酒は日本酒（辛口派）とビール。趣味は昼寝である。また、長年ランニングを日課としており、1日6～7kmを40分ほどかけて走っている。小学校低学年の頃は服のサイズがないほど太っていたが、それを改善するため友人に誘われたのがきっかけで走り始め、「中学時代から体重が1キロも変わっていない」という。
佐藤康光（4回担当）に次ぐNHK「将棋講座」講師3回担当者である。（2002年度前期、2012年度秋期、2021年度前期）
七月隆文の将棋小説『天使の跳躍』（文藝春秋、2024年刊）の主人公のプロ棋士・田中一義のモデルとなり、作中に登場する棋譜の監修も担当した。

### 対局に関するエピソード
1998年3月30日、村山聖と対局（第39期王位戦挑戦者決定リーグ白組3回戦）して敗れた。村山は当該対局を最後に休場し癌の治療に専念していたが、対局に復帰することなく同年8月8日に29歳で死去。そのため当該対局は結果的に村山の絶局となった。
2008年8月12日、中原誠十六世名人との対局（第58期王将戦二次予選2回戦）で敗れたが、当該対局直後に中原が体調の異変を訴え、病院に緊急搬送される（脳内出血）。以降、中原は休場したが、これによる中原の最初の不戦敗の相手も木村であった（2008年8月21日予定の棋王戦3回戦）。中原は休場のまま2009年3月31日に引退したため、中原の最後の公式戦（休場不戦敗を除く）及び勝局（1308勝目）は、結果的に、前述の木村との対局ということになった。
通算勝率が高いにもかかわらず、和服着用の対局では負けやすいというジンクスがあり、将棋界の七不思議に数えられる。2008年の公式戦の限りでも、A級順位戦最終局、NHK杯、日本シリーズ、王座戦すべてで負けている。2009年6月19日、棋聖戦五番勝負第2局で羽生善治に勝ち、ついに和服で初勝利。最後、羽生の竜を連続王手の千日手（反則）の筋に誘って受け切るという将棋であった。

## 弟子

### 棋士となった弟子
| 名前     | 四段昇段日    | 段位、主な活躍        |
| -------- | ------------- | --------------------- |
| 高野智史 | 2015年10月1日 | 六段、一般棋戦優勝1回 |

（2021年10月1日現在）
- 高野が第50期新人王戦で優勝した際のタイトルホルダーとの記念対局（非公式戦）では、王位を獲得した木村との「師弟戦」となり、高野が勝利した。新人王戦記念対局での師弟戦は過去にわずかに1回のみ（1992年の中原誠名人－佐藤秀司四段戦）で、いずれも弟子が勝利した。終局後、木村は「どうせなら、香車一本ぐらい引いて勝ちたかったんですけど、平手で負かされちゃった。嬉しい誤算ですけどね」「これを喜べるのが本当の師匠だと思うんですけど（声をひそめて）素直に喜べない」と語っている[39]。
- 高野と組み出場した第1回ABEMA師弟トーナメントでは予選敗退。第2回では本戦に進出し、準決勝でチーム谷川（谷川浩司&都成竜馬）、決勝でチーム深浦（深浦康市&佐々木大地）を破り優勝を果たした[40]。

## 昇段履歴
- 1985年12月00日 :  6級 = 奨励会入会
- 1988年05月00日 :  初段
- 1988年10月00日 :  二段
- 1990年09月00日 : 三段（第8回奨励会三段リーグ<1990年度後期>から三段リーグ参加）
- 1997年04月01日 : 四段（第20回奨励会三段リーグ成績1位） = プロ入り
- 1999年04月01日 : 五段（順位戦C級1組昇級）[41]
- 2001年12月17日 : 六段（勝数規定 /五段昇段後公式戦120勝）[42]
- 2003年04月01日 : 七段（竜王ランキング戦連続優勝[注 7]）[43]
- 2007年04月01日 : 八段（順位戦A級昇級）[44]
- 2017年06月26日 : 九段（勝数規定 /八段昇段後公式戦250勝）[11]

## 主な成績

### 獲得タイトル
は2025年7月現在の在位。登場・連覇の 太字 は歴代最多記録。
他の棋士との比較は、タイトル獲得記録、将棋のタイトル在位者一覧を参照。
| タイトル                                 | 獲得年度 | 登場 | 獲得期数 | 連覇 | 永世称号（備考） |
| 竜王                                     | －       | 1回  | －       | －   | －               |
| 名人                                     | －       | 0    | －       | －   | －               |
| 王位                                     | 2019     | 5回  | 1期      | 1    | －               |
| 叡王                                     | －       | 0    | －       | －   | －               |
| 王座                                     | －       | 2回  | －       | －   | －               |
| 棋王                                     | －       | 0    | －       | －   | －               |
| 王将                                     | －       | 0    | －       | －   | －               |
| 棋聖                                     | －       | 1回  | －       | －   | －               |
| タイトル獲得 合計 1期 / 登場回数 合計9回 |          |      |          |      |                  |

（2021年度王座戦終了まで）
タイトル戦登場
- 竜王：1回（第18期=2005年度）
- 王位：5回（第50期=2009年度、2014年度、2016年度、2019年度 - 2020年度）
- 王座：2回（第56期=2008年度、2021年度）
- 棋聖：1回（第80期=2009年度)

登場回数 合計 9回（2021年度王座戦まで）

### 一般棋戦優勝
- 朝日杯将棋オープン戦 1回（2010年度 = 第4回）
- 新人王戦 1回（2002年度 = 第33回）

優勝合計 2回

### 非公式戦
- ABEMA師弟トーナメント（2023年・第2回 - チーム木村＜木村一基・高野智史＞）優勝

### 将棋大賞
- 第26回（1998年度） 新人賞
- 第27回（1999年度） 勝率一位賞
- 第29回（2001年度） 勝率一位賞・最多勝利賞・最多対局賞
- 第37回（2009年度） 敢闘賞
- 第47回（2019年度） 特別賞・名局賞（第60期王位戦七番勝負第7局・対豊島将之王位）

### その他表彰
- 2017年 将棋栄誉賞（公式戦通算600勝達成、52人目）[12]
2017年 - 第76期順位戦B級1組 対山崎隆之八段 戦（通算成績 600勝342敗 勝率0.637、達成日2017年12月21日）

### 記録
- 最年長初タイトル - 46歳3か月[13]

### 在籍クラス
| 開始 年度 | (出典)順位戦出典 | (出典)順位戦出典 | (出典)順位戦出典 | (出典)順位戦出典 | (出典)順位戦出典 | (出典)順位戦出典 | (出典)順位戦出典 | (出典)順位戦出典 | (出典)竜王戦出典 | (出典)竜王戦出典 | (出典)竜王戦出典 | (出典)竜王戦出典 | (出典)竜王戦出典 | (出典)竜王戦出典 | (出典)竜王戦出典 | (出典)竜王戦出典 | (出典)竜王戦出典 | (出典)竜王戦出典 |
| 開始 年度 | 期               | 名人             | A級              | B級              | B級              | C級              | C級              | 0                | 期               | 竜王             | 1組              | 2組              | 3組              | 4組              | 5組              | 6組              | 決勝 T           |                  |
| 開始 年度 | 期               | 名人             | A級              | 1組              | 2組              | 1組              | 2組              | 0                | 期               | 竜王             | 1組              | 2組              | 3組              | 4組              | 5組              | 6組              | 決勝 T           |                  |
| --- | ---------------- | ---------------- | ---------------- | ---------------- | ---------------- | ---------------- | ---------------- | ---------------- | ---------------- | ---------------- | ---------------- | ---------------- | ---------------- | ---------------- | ---------------- | ---------------- | ---------------- | ---------------- |
| 1997 | 56               |                  |                  |                  |                  |                  | C248             | 7-3              | 11               |                  |                  |                  |                  |                  |                  | 6組              | --               | 6-1              |
| 1998 | 57               |                  |                  |                  |                  |                  | C209             | 9-1              | 12               |                  |                  |                  |                  |                  | 5組              |                  | --               | 6-1              |
| 1999 | 58               |                  |                  |                  |                  | C123             |                  | 7-3              | 13               |                  |                  |                  |                  | 4組              |                  |                  | --               | 1-2              |
| 2000 | 59               |                  |                  |                  |                  | C108             |                  | 5-5              | 14               |                  |                  |                  |                  | 4組              |                  |                  | 4-2              | 5-0              |
| 2001 | 60               |                  |                  |                  |                  | C113             |                  | 10-0             | 15               |                  |                  |                  | 3組              |                  |                  |                  | 0-1              | 4-0              |
| 2002 | 61               |                  |                  |                  | B219             |                  |                  | 6-4              | 16               |                  |                  | 2組              |                  |                  |                  |                  | 0-1              | 4-0              |
| 2003 | 62               |                  |                  |                  | B207             |                  |                  | 7-3              | 17               |                  | 1組              |                  |                  |                  |                  |                  | --               | 2-2              |
| 2004 | 63               |                  |                  |                  | B204             |                  |                  | 9-1              | 18               |                  | 1組              |                  |                  |                  |                  |                  | 4-0              | 3-1              |
| 2005 | 64               |                  |                  | B112             |                  |                  |                  | 7-5              | 19               |                  | 1組              |                  |                  |                  |                  |                  | --               | 1-2              |
| 2006 | 65               |                  |                  | B104             |                  |                  |                  | 9-3              | 20               |                  | 1組              |                  |                  |                  |                  |                  | 2-2              | 4-0              |
| 2007 | 66               |                  | A 09             |                  |                  |                  |                  | 5-4              | 21               |                  | 1組              |                  |                  |                  |                  |                  | 3-2              | 3-1              |
| 2008 | 67               |                  | A 05             |                  |                  |                  |                  | 5-4              | 22               |                  | 1組              |                  |                  |                  |                  |                  | --               | 0-2              |
| 2009 | 68               |                  | A 05             |                  |                  |                  |                  | 5-4              | 23               |                  |                  | 2組              |                  |                  |                  |                  | --               | 3-1              |
| 2010 | 69               |                  | A 05             |                  |                  |                  |                  | 3-6              | 24               |                  | 1組              |                  |                  |                  |                  |                  | --               | 1-2              |
| 2011 | 70               |                  |                  | B101             |                  |                  |                  | 7-5              | 25               |                  | 1組              |                  |                  |                  |                  |                  | --               | 0-2              |
| 2012 | 71               |                  |                  | B104             |                  |                  |                  | 6-6              | 26               |                  |                  | 2組              |                  |                  |                  |                  | --               | 3-2              |
| 2013 | 72               |                  |                  | B106             |                  |                  |                  | 5-7              | 27               |                  |                  | 2組              |                  |                  |                  |                  | --               | 2-2              |
| 2014 | 73               |                  |                  | B108             |                  |                  |                  | 7-5              | 28               |                  |                  | 2組              |                  |                  |                  |                  | --               | 3-1              |
| 2015 | 74               |                  |                  | B106             |                  |                  |                  | 7-5              | 29               |                  | 1組              |                  |                  |                  |                  |                  | --               | 0-2              |
| 2016 | 75               |                  |                  | B105             |                  |                  |                  | 7-5              | 30               |                  |                  | 2組              |                  |                  |                  |                  | --               | 1-2              |
| 2017 | 76               |                  |                  | B104             |                  |                  |                  | 6-4              | 31               |                  |                  | 2組              |                  |                  |                  |                  | --               | 4-1              |
| 2018 | 77               |                  |                  | B105             |                  |                  |                  | 8-4              | 32               |                  | 1組              |                  |                  |                  |                  |                  | 3-2              | 3-1              |
| 2019 | 78               |                  | A 10             |                  |                  |                  |                  | 4-5              | 33               |                  | 1組              |                  |                  |                  |                  |                  | 0-1              | 3-1              |
| 2020 | 79               |                  |                  | B101             |                  |                  |                  | 8-4              | 34               |                  | 1組              |                  |                  |                  |                  |                  | --               | 2-2              |
| 2021 | 80               |                  |                  | B103             |                  |                  |                  | 3-9              | 35               |                  | 1組              |                  |                  |                  |                  |                  | --               | 2-2              |
| 2022 | 81               |                  |                  |                  | B201             |                  |                  | 8-2              | 36               |                  | 1組              |                  |                  |                  |                  |                  | --               | 2-2              |
| 2023 | 82               |                  |                  | B112             |                  |                  |                  | 3-9              | 37               |                  | 1組              |                  |                  |                  |                  |                  | --               | 1-2              |
| 2024 | 83               |                  |                  |                  | B202             |                  |                  | 5-5              | 38               |                  | 1組              |                  |                  |                  |                  |                  | 0-1              | 2-1/出1-0(3位)   |
| 2025 | 84               |                  |                  |                  | B210             |                  |                  | -                | 39               |                  | 1組              |                  |                  |                  |                  |                  | --               | -                |
| 順位戦、竜王戦の 枠表記 は挑戦者。右欄の数字は勝-敗(番勝負/PO含まず)。 順位戦の右数字はクラス内順位 ( x当期降級点 / *累積降級点 / +降級点消去 ) 順位戦の「F編」はフリークラス編入 /「F宣」は宣言によるフリークラス転出。 竜王戦の 太字 はランキング戦優勝、竜王戦の 組(添字) は棋士以外の枠での出場。 |                  |                  |                  |                  |                  |                  |                  |                  |                  |                  |                  |                  |                  |                  |                  |                  |                  |                  |

### 年度別成績
| 年度             | 対局数 | 勝数 | 負数 | 勝率   | (出典) | 通算成績 | 通算成績 | 通算成績 | 通算成績 | 通算成績 |
| ---------------- | ------ | ---- | ---- | ------ | ------ | -------- | -------- | -------- | -------- | -------- |
| 1997年度         | 39     | 25   | 14   | 0.6410 | [ 47 ] | 対局数   | 勝数     | 負数     | 勝率     | (出典)   |
| 1998年度         | 47     | 35   | 12   | 0.7447 | [ 48 ] |          |          |          |          |          |
| 1999年度         | 59     | 47   | 12   | 0.7966 | [ 49 ] |          |          |          |          |          |
| 2000年度         | 48     | 29   | 19   | 0.6042 | [ 50 ] |          |          |          |          |          |
| 1997-2000 (小計) | 193    | 136  | 57   |        |        | 通算成績 | 通算成績 | 通算成績 | 通算成績 | 通算成績 |
| 年度             | 対局数 | 勝数 | 負数 | 勝率   | (出典) | 対局数   | 勝数     | 負数     | 勝率     | (出典)   |
| 2001年度         | 73     | 61   | 12   | 0.8356 | [ 51 ] |          |          |          |          |          |
| 2002年度         | 57     | 40   | 17   | 0.7018 | [ 52 ] |          |          |          |          |          |
| 2003年度         | 46     | 29   | 17   | 0.6304 | [ 53 ] |          |          |          |          |          |
| 2004年度         | 43     | 32   | 11   | 0.7442 | [ 54 ] |          |          |          |          |          |
| 2005年度         | 46     | 27   | 19   | 0.5870 | [ 55 ] |          |          |          |          |          |
| 2006年度         | 32     | 19   | 13   | 0.5938 | [ 56 ] |          |          |          |          |          |
| 2007年度         | 54     | 39   | 15   | 0.7222 | [ 57 ] |          |          |          |          |          |
| 2008年度         | 53     | 30   | 23   | 0.5660 | [ 58 ] |          |          |          |          |          |
| 2009年度         | 47     | 24   | 23   | 0.5106 | [ 59 ] |          |          |          |          |          |
| 2010年度         | 38     | 19   | 19   | 0.5000 | [ 60 ] |          |          |          |          |          |
| 2001-2010 (小計) | 499    | 320  | 179  |        |        | 通算成績 | 通算成績 | 通算成績 | 通算成績 | 通算成績 |
| 年度             | 対局数 | 勝数 | 負数 | 勝率   | (出典) | 対局数   | 勝数     | 負数     | 勝率     | (出典)   |
| 2011年度         | 30     | 16   | 14   | 0.5333 | [ 61 ] |          |          |          |          |          |
| 2012年度         | 37     | 21   | 16   | 0.5676 | [ 62 ] |          |          |          |          |          |
| 2013年度         | 40     | 22   | 18   | 0.5500 | [ 63 ] |          |          |          |          |          |
| 2014年度         | 46     | 27   | 18   | 0.6000 | [ 64 ] |          |          |          |          |          |
| 2015年度         | 45     | 25   | 20   | 0.5556 | [ 65 ] |          |          |          |          |          |
| 2016年度         | 39     | 23   | 16   | 0.5897 | [ 66 ] |          |          |          |          |          |
| 2017年度         | 34     | 16   | 18   | 0.4706 | [ 67 ] |          |          |          |          |          |
| 2018年度         | 39     | 26   | 13   | 0.6667 | [ 68 ] |          |          |          |          |          |
| 2019年度         | 44     | 23   | 21   | 0.5227 | [ 69 ] |          |          |          |          |          |
| 2020年度         | 47     | 24   | 23   | 0.5106 | [ 70 ] |          |          |          |          |          |
| 2011-2020 (小計) | 401    | 223  | 178  |        |        | 通算成績 | 通算成績 | 通算成績 | 通算成績 | 通算成績 |
| 年度             | 対局数 | 勝数 | 負数 | 勝率   | (出典) | 対局数   | 勝数     | 負数     | 勝率     | (出典)   |
| 2021年度         | 50     | 24   | 26   | 0.4800 | [ 71 ] | 1133     | 703      | 429      | 0.6210   | [ 72 ]   |
| 2022年度         | 34     | 19   | 15   | 0.5588 | [ 73 ] | 1167     | 722      | 444      | 0.6192   | [ 74 ]   |
| 2023年度         | 33     | 14   | 19   | 0.4242 | [ 75 ] | 1200     | 736      | 463      | 0.6138   | [ 76 ]   |
| 2024年度         | 40     | 22   | 18   | 0.5500 | [ 77 ] | 1240     | 758      | 481      | 0.6117   | [ 78 ]   |
| 2021-2024 (小計) | 157    | 79   | 78   |        |        |          |          |          |          |          |
| 通算             | 1240   | 758  | 481  | 0.6117 | [ 78 ] |          |          |          |          |          |
| 2024年度まで     |        |      |      |        |        |          |          |          |          |          |

## 出演

### テレビ
- 将棋講座（NHK教育、2002年4月 - 2002年9月）「木村一基の四間飛車破り 急戦の極意」講師
- 将棋フォーカス（NHK Eテレ）番組内将棋講座講師
  - 「木村一基の先読み受け方エクササイズ」（2012年10月 - 2012年12月）
  - 「木村一基のまじウケ放談～ NHK 杯戦・受けの名局～」（2021年4月 - 2021年9月）
- 開運!なんでも鑑定団（2024年2月6日、テレビ東京） - 鑑定依頼人として出演[79]

### ラジオ
- 王手！最後のお願い（2020年1月1日、NHKラジオ第1）[80]

## 著書
- 木村一基の急戦・四間飛車破り（2005年3月、日本放送出版協会、ISBN 4-14-016132-9）
- はじめてでもたのしめる　かんたんマスター将棋　木村一基プロが教える！きほんの“き”（2010年5月、新星出版社、ISBN 978-4-405-06579-6）
- 木村の矢倉　急戦・森下システム（2012年3月、日本将棋連盟、ISBN 978-4-8399-4220-5）
- 木村の矢倉　3七銀戦法基礎編（2012年12月、日本将棋連盟、ISBN 978-4-8399-4546-6）
- 木村の矢倉　3七銀戦法最新編（2013年6月、日本将棋連盟、ISBN 978-4-8399-4742-2）
- 木村一基の初級者でもわかる受けの基本（2014年10月、日本放送出版協会、ISBN 4-14-016230-9）